# Philomena Franz
Philomena Franz (născută Köhler; n. 21 iulie 1922, Biberach an der Riß, Baden-Württemberg, Germania – d. 28 decembrie 2022, Rösrath, Renania de Nord-Westfalia, Germania) a fost o interpretă și culegătoare de folclor rom și supraviețuitoare a Holocaustului.
Deoarece a aparținut etniei sinti, a fost deportată de naziști în 1944 la Lagărul de concentrare Auschwitz.
După eliberare, în diverse emisiuni radio sau televizate, a relatat experiența tragică prin care a trecut.
Aceeași temă a reluat-o și în cartea Zwischen Liebe und Hass ("Între dragoste și ură"), apărută în 1985.
În 1995 a primit Crucea Federală de Merit, fiind prima persoană de etnie sinti-roma cu această decorație.